# Kirakira
Kirakira é uma cidade localizada na ilha de Makira, nas ilhas Salomão.